# Lamachaera cyanacma
Lamachaera cyanacma är en fjärilsart som beskrevs av Edward Meyrick 1915. Lamachaera cyanacma ingår i släktet Lamachaera och familjen signalmalar. Inga underarter finns listade i Catalogue of Life.